# Ignatz Mühlwenzel
Ignatz Heinrich Mühlwenzel (Cheb, 1690 – Breslau, 7 de novembro de 1766) foi um jesuíta matemático tcheco, professor da Universidade Carolina de Praga e da Universidade de Breslávia.
Mühlwenzel publicou em 1736 Fundamenta mathematica ex arithmetica, geometria et trigonometria. Foi orientador de Joseph Stepling.